# F. Almási Éva
F. Almási Éva (Budapest, 1955. április 21. –) könyvkiadó, szerkesztő, lexikográfus.

## Élete
Az egri Ho Si Minh Tanárképző Főiskola magyar–történelem szakán végzett 1980-ban, majd 1994-ben diplomázott az ELTE BTK könyvtár-szakinformatika tanszékén. 1981–87 között a Magyar Rádió Ifjúsági Főosztályán külsős munkatársként főleg dokumentum-műsorokat készített (Foglalkozása csavargó, Húszas Stúdió, 1982; Magyarországról jövök sorozat: Balástya, 1983; Dudar, 1983; Kiss István, 1984; Beloiannisz, 1985).[forrás?]
1981–1987 között a Nemzetközi Előkészítő Intézet és az ELTE BTK Magyar Nyelvi Lektorátusán magyar nyelvet oktatott külföldi diákoknak és aspiránsoknak, 1987–1992 között az Új magyar irodalmi lexikon I–III. felelős szerkesztője volt az Akadémiai Kiadónál. 1993-ban megalapította az Enciklopédia Kiadót, amelynek 2012 májusáig kiadóvezetője volt és a legtöbb megjelent könyve szerkesztője. 1993-ban elindította, kiadta a Balkon  című képzőművészeti folyóiratot (főszerkesztő Hajdu István), 1993–2001 között a Kortárs magyar művészeti lexikon felelős szerkesztője és kiadója (főszerk.: Fitz Péter), 1999–2000 között két kötetben megszerkesztette a Kortárs magyar írók bibliográfiáját, 2000-ben kiadta a Biográf Ki Kicsodát (főszerkesztő: Hermann Péter), sajtó alá rendezte és kiadta Jókai Mór kiadatlan leveleit és Feszty Árpádné naplóját, valamint 2005-ben sajtó alá rendezte és kiadta Hajas Tibor Szövegek című kötetét. 2003–2012 között az interneten az artportal.hu kortárs művészeti hírportált és adatbázist szerkesztette.
1993 óta több mint 150 tudományos és művészeti könyv kiadója volt. Könyveivel sokszor[forrás?] elnyerte a Szép Magyar Könyv Díjat, a Kortárs magyar művészeti lexikon pedig 2001-ben a könyvtárosok szavazata alapján Fitz József-könyvdíjat nyert[forrás?]. 
2008–2011[forrás?] között az MTA Irodalomtudományi Intézet Bibliográfiai csoportjának munkatársa, a Magyar irodalomtörténet bibliográfiája 1991–1995 kötetén dolgozott (Budapest, 2007). 2012–2017 között a skóciai Edinburghban élt, majd hazaköltözött Budapestre, és könyvtárosként ment nyugdíjba 2019 végén.[forrás?] 2022 óta Triesztben él.

## Családja
Apja Almási Imre külkereskedő, anyja Köves Irma. 1979-től 2004-ig Fitz Péter művészettörténész felesége volt.[forrás?]